# Negrete (Chili)
Pour les articles homonymes, voir Negrete.
Negrete (en mapudungun trois eaux) est une commune du Chili faisant partie de la Province de Biobío, elle-même rattachée à la Région du Biobío. En 2012, la population de la commune s'élevait à 9 394 habitants. La superficie de la commune est de 156 km2 (densité de 60 hab./km²),.

## Situation
Le territoire de la commune se trouve dans la vallée centrale du Chili. L'agglomération principale, la ville de Negrete, se trouve sur la rive sud du Rio Biobio quelques kilomètres en aval de son confluent avec le rio Bureo. Negrete est située à 490 kilomètres à vol d'oiseau au sud-sud-ouest de la capitale Santiago et à 20 kilomètres à l'ouest-sud-ouest de Los Ángeles capitale de la Province de Biobío.

## Historique
La création de la commune prend son origine dans l'édification en 1603 du fort San Francisco de Borja par le gouverneur Alonso de Ribera. Celui-ci est situé 10 kilomètres en aval de la position actuelle de Negrete au confluent du rio Duqueco et du rio Biobio. Le fort est déplacé en 1613 par Ribera au sommet de la colline Mesamavida renommée Cerro Negrete. En 1621, le fort est reconstruit au pied de la colline et un village est établi. En 1757, l'agglomération acquiert le statut de ville. Le parlement de Negrete se tient en ce lieu dans la plaine avoisinante en 1793 : cette rencontre entre Mapuches et Espagnols aboutit à un traité de paix. En 1859, l'agglomération est détruite par les Mapuches mais sa reconstruction autour d'un fort est entamée dès 1861.

Position de Negrete (en rouge) au sein de la région du Biobío.